# Welcome to the Real World (Mr. Mister)
Welcome to the Real World è il secondo album in studio del gruppo musicale statunitense Mr. Mister, pubblicato il 27 novembre 1985 dalla RCA Records.
Il disco raggiunse la prima posizione nella classifica statunitense vendendo oltre un milione di copie e anche i due singoli estratti dall'album, Broken Wings e Kyrie, raggiunsero entrambi il primo posto in classifica nella Billboard Hot 100.

## Tracce
Testi e musiche di Richard Page, Steve George e John Lang.
1. Black/White – 4:18
2. Uniform of Youth – 4:26
3. Don't Slow Down – 4:30
4. Run to Her – 3:37
5. Into My Own Hands – 5:12
6. Is It Love – 3:34
7. Kyrie – 4:26
8. Broken Wings – 5:46
9. Tangent Tears – 3:20
10. Welcome to the Real World – 4:19

## Formazione
Mr. Mister
- Richard Page – voce, basso
- Steve Farris – chitarre, cori
- Steve George – tastiere, sintetizzatori, cori
- Pat Mastelotto – batteria, percussioni

Altri musicisti
- John Lang – testi
- Jack Manning, Casey Young –  tastiere aggiuntive

## Classifiche
| Classifica (1986) | Posizione massima |
| ----------------- | ----------------- |
| Australia         | 19                |
| Austria           | 12                |
| Canada            | 2                 |
| Germania          | 8                 |
| Giappone          | 17                |
| Italia            | 11                |
| Norvegia          | 2                 |
| Nuova Zelanda     | 21                |
| Paesi Bassi       | 7                 |
| Regno Unito       | 6                 |
| Stati Uniti       | 1                 |
| Svezia            | 13                |
| Svizzera          | 10                |